# Vestec (Mezno)
Vestec je osada, část obce Mezno v okrese Benešov. Nachází se asi 2,5 km na sever od Mezna. V roce 2009 zde byly evidovány čtyři adresy.
Vestec leží v katastrálním území Vestec u Mezna o rozloze 0,57 km².

## Historie
První písemná zmínka o vesnici pochází z roku 1543.

## Galerie

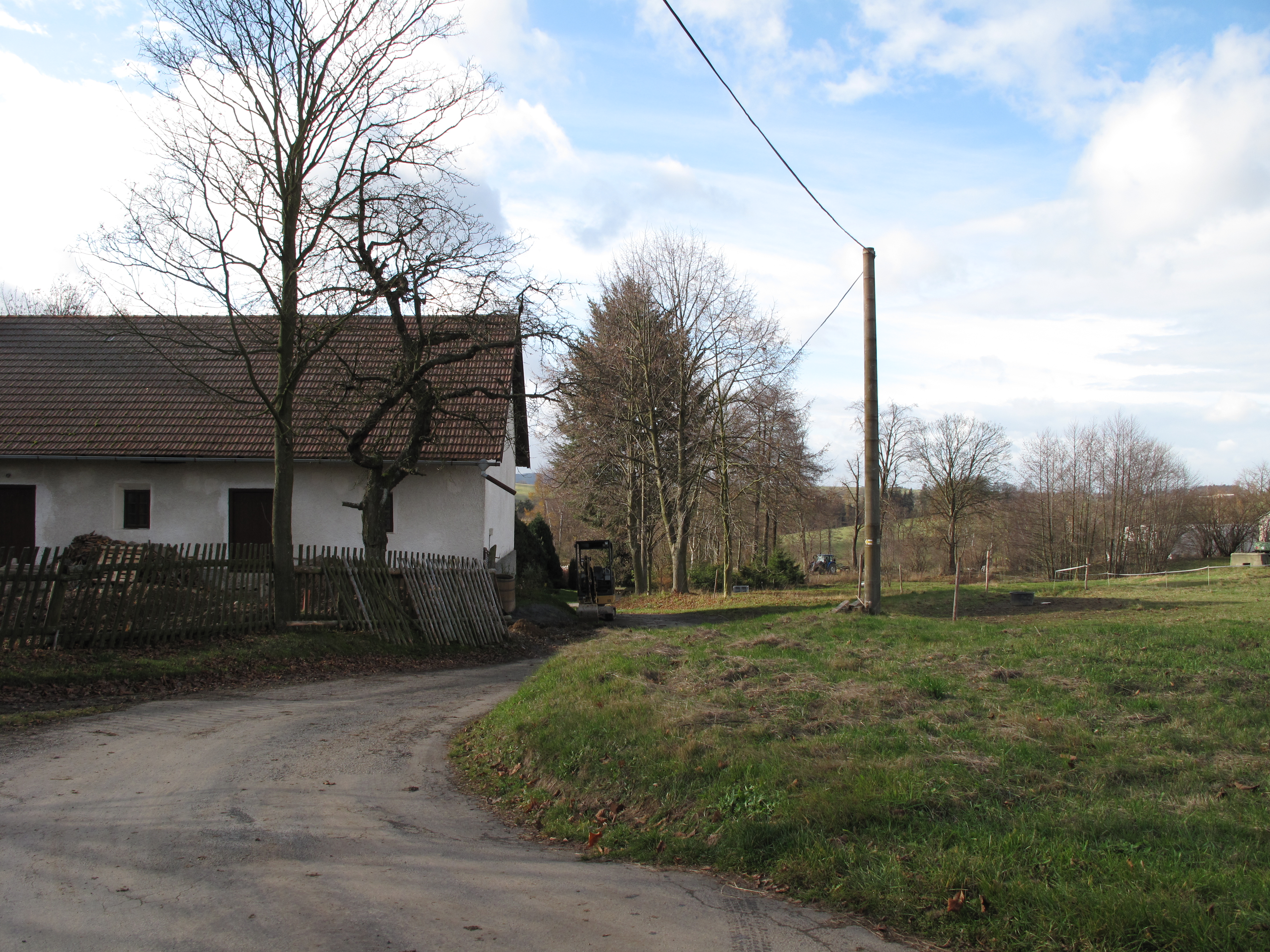
Chalupa
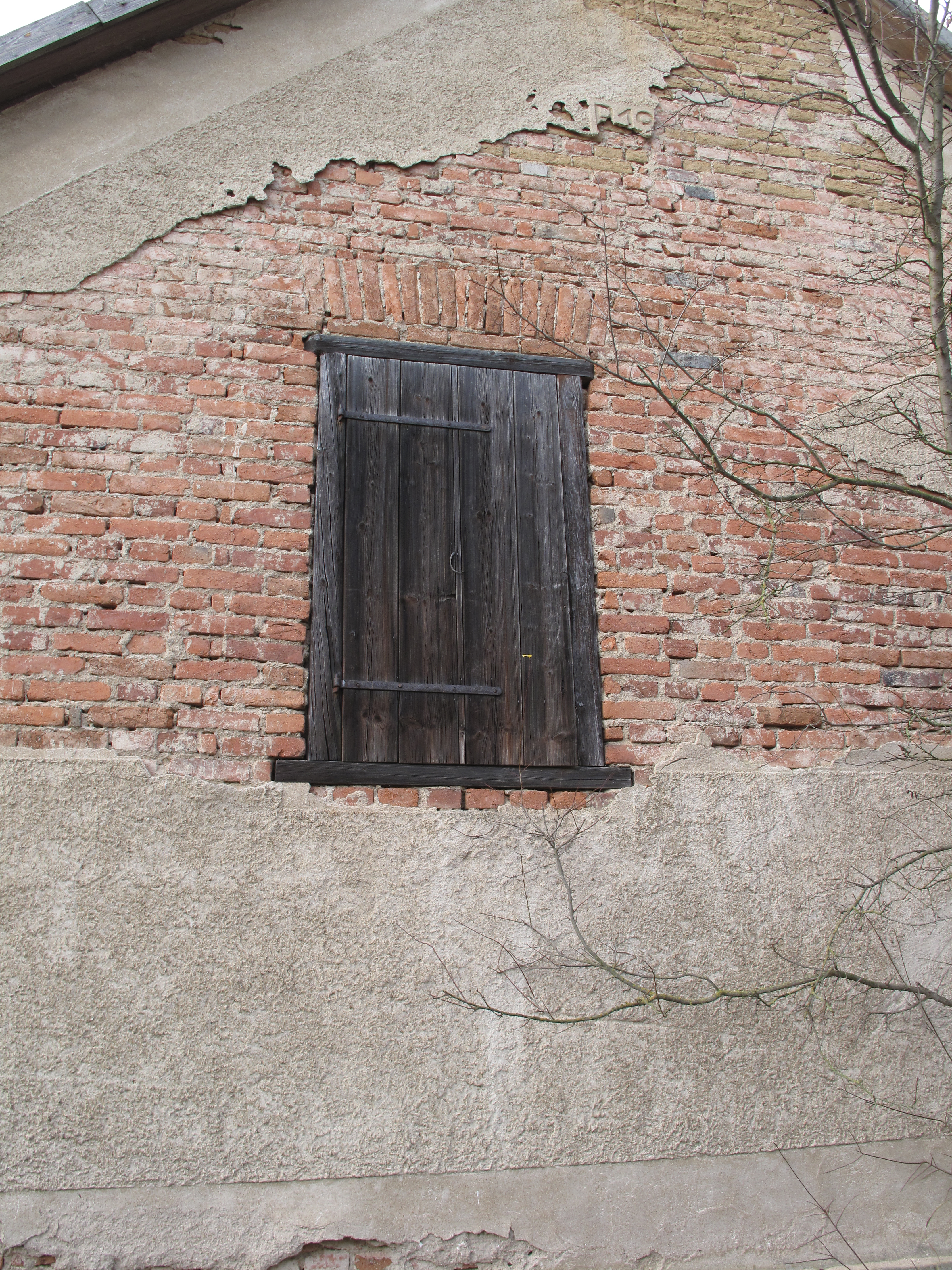
Dvířka
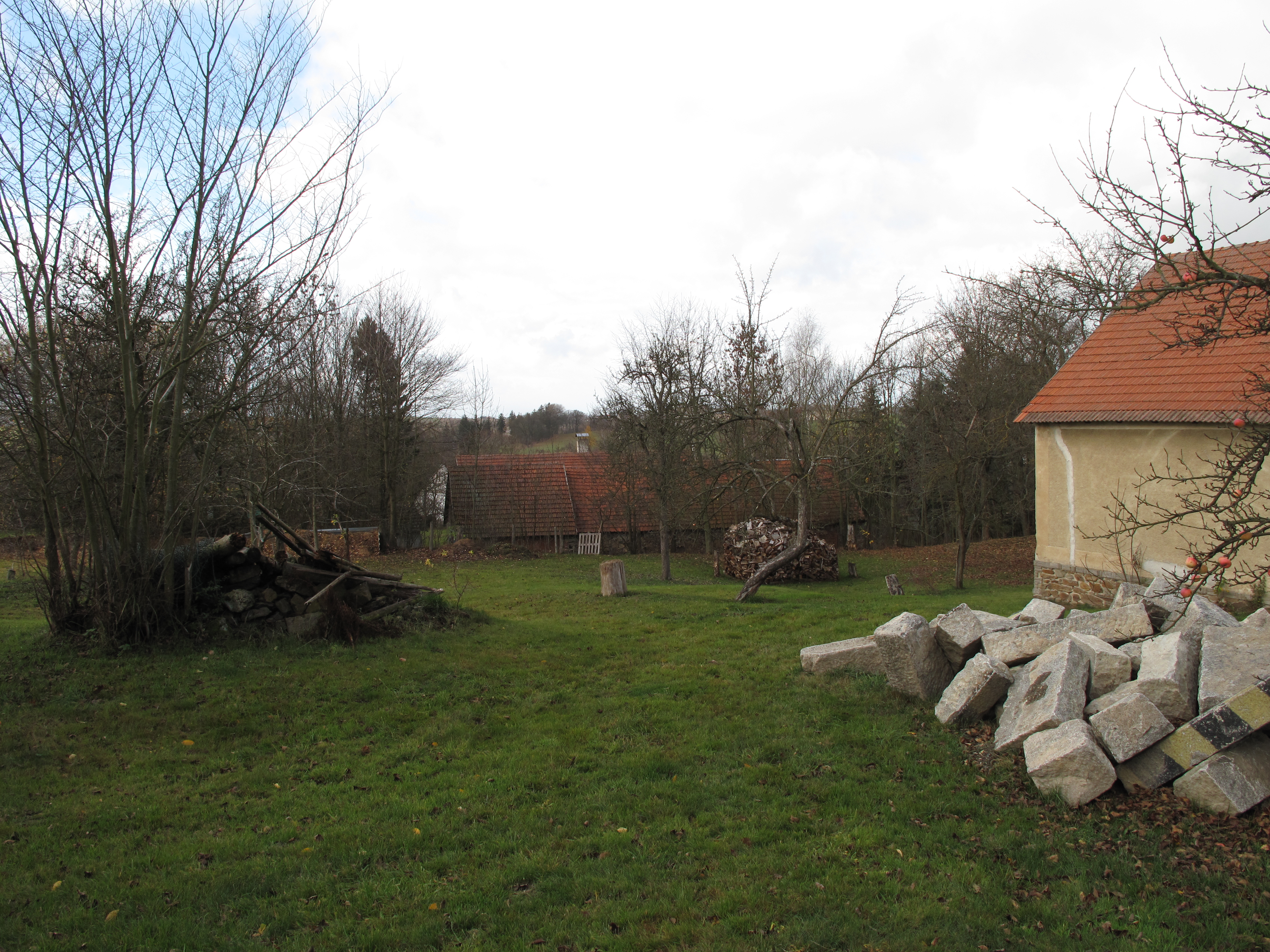
Zahrada